# Walter Seeler
Walter Friedrich Eduard Seeler (* 16. Februar 1929 in Riga; † 17. Februar 1996 in Hamburg) war ein Journalist und Sanierungsbeauftragter in Altona.

## Leben und Wirken
Walter Seeler war der Sohn von Erich Seeler und dessen Gattin Alexandra, geborene Wischnikoff. Sein Vater arbeitete als Arzt in Lettland, wo Walter Seeler aufwuchs. Von 1936 bis 1939 bekam Seeler privaten Unterricht in Skaista. Im Jahr 1939 zog die Familie in die Nähe von Posen und anschließend nach Bayern. Während dieser Zeit ging Walter Seeler von 1940 bis 1941 auf die Oberschule in Kościan. Anschließend besuchte er ein Gymnasium in Leszno.
Gegen Ende des Zweiten Weltkriegs musste Seeler ab April 1945 Kriegsdienst leisten. Nach Verwundungen verbrachte er die Zeit bis März 1946 in russischer und amerikanischer Kriegsgefangenschaft. Anschließend ging er erneut zur Schule und absolvierte das Abitur 1948 in Neustadt an der Aisch. In den Jahren 1950 bis 1952 studierte er Medizin an der Universität Hamburg sowie von 1952 bis 1957 Soziologie, Politische Wissenschaften und Geschichte an der Universität Marburg und der Universität Frankfurt am Main. Neben dem Studium berichtete Seeler ab 1951 als freier Journalist für anerkannte Zeitschriften und Hörfunksender über politische Themen.
Zum 1. Februar 1974 erhielt Seeler eine Stelle als Sanierungsbeauftragter beim Bezirksamt von Altona. In dieser Position sollte er die Öffentlichkeitsarbeit des Amtes bezüglich der Stadterneuerung übernehmen. Außerdem sollte er Kontakte mit Personen und Interessensgemeinschaften pflegen, die Bauprojekte planten oder finanzierten. Zudem oblag ihm die Koordinierung der Kooperation mehrerer Behörden. Seeler übernahm dabei nicht nur die eher administrativen Aufgaben, sondern sah Stadtentwicklung als einen äußerst vielfältigen Prozess an, bei dem zahlreiche Aspekte beachtet werden sollten. Um den verschiedenen Interessensgruppen gerecht werden zu können, war Seeler täglich in Altona anzutreffen. Während seiner Amtszeit wurden mehrere wichtige Sanierungsmaßnahmen in Altona durchgeführt. Dazu zählte seit 1974 die Stadterneuerung in kleinen Schritten in der Karl-Theodor-Straße in Ottensen und in Altona-Altstadt die Erneuerung an der Thadenstraße, am Hein-Köllisch-Platz sowie an Chemnitz- und Thedestraße, wo noch in den frühen 1980er Jahren die „Flächensanierung“ drohte. Auch an der Neugestaltung des Spritzenplatzes in Ottensen im Jahr 1978 sowie des Osterkirchenviertels zehn Jahre später hatte Seeler entscheidenden Anteil.
Seeler ging unkonventionell und zum Teil eigenmächtig vor und geriet deshalb häufig mit der Bauverwaltung und der Bezirksversammlung in Streit. Gleichzeitig gelang es ihm, private Hauseigentümer davon zu überzeugen, ihre Bauten instand setzen zu lassen. Seeler, der seit 1972 SPD-Mitglied war, hielt zahlreiche Vorträge, in denen er für seine Vorstellungen warb und über seine Erfahrungen berichtete. Politisch wurde er insbesondere in der zweiten Hälfte der 1970er Jahre aktiv. In diesen Jahren beschlossen viele Konsumgenossenschaften, die bestehende Unternehmensformen aufzugeben und sich in Aktiengesellschaften umzuwandeln. Zudem fusionierten mehrere der Gesellschaften aus wirtschaftlichen Gründen. Seeler, der das Genossenschaftsprinzip erhalten wollte, versuchte, die SPD und die Öffentlichkeit zu mobilisieren, um die Genossenschaften erhalten zu können. Er hatte damit jedoch keinen Erfolg.
Neben der Tätigkeit als Sanierungsbeauftragter und Politiker engagierte sich Seeler ehrenamtlich. Gemeinsam mit Dieter J. Glienke sowie später Michael Sachs engagierte er sich ab 1975 für die Einrichtung des Museums der Arbeit. Zudem war er Gründungsmitglied der Kulturpolitischen Gesellschaft und übernahm dort von 1980 bis 1990 das Amt des Vizepräsidenten. Seeler beschäftigte sich in dieser Position insbesondere mit der Jugendkultur und der Zukunft der Arbeit. Im Jahr 1976 übernahm er den Vorsitz der Arbeitsgemeinschaft Stadtteilkultur Hamburg.
Anfang 1992 erlitt Seeler einen Schlaganfall und beendete aus diesem Grund die Tätigkeit im öffentlichen Dienst. Er gründete anschließend in Sommersdorf die Akademie Mecklenburg-Vorpommern. Die Einrichtung auf einem Bauernhof sollte vor allen Dingen für Begegnungen mit der Natur genutzt werden. Seelers Akademie konnte sich jedoch nicht dauerhaft etablieren.
Nachdem er einen zweiten Schlaganfall erlitten hatte, lebte Seeler mehrere Wochen im Reventlowstift in Altona, wo er am 17. Februar 1996 verstarb.